# Groupe Castel
Pour les articles homonymes, voir Castel.
Groupe Castel est un groupe familial français présent dans le secteur des boissons fondé en 1949 par Pierre Castel.
Propriétaire des magasins Nicolas, il est un des premiers producteurs de vin au monde, qu'il commercialise via ses nombreuses marques (Malesan, Aimé Roquesante, Roche Mazet, Billette, Cellier des Dauphins, Gato Negro, Combes Saint-Sauveur, Vieux-Papes, La Villageoise, Listel).
Son vin le Baron de Lestac est le plus vendu de France[Quand ?].
Très présent dans la bière, Castel réalise près de 85 % de son chiffre d'affaires en Afrique, au point d’avoir été surnommé « l'Empire qui fait trinquer l'Afrique » ou encore le « français devenu africain ».
Sur le continent africain, le groupe est aussi présent dans le sucre, les boissons gazeuses, l’alimentation animale ou encore la farine.
Le groupe s’organise entre Bordeaux, avec Castel Frères, et Paris, avec BGI. La fortune professionnelle de la famille Castel est estimée à 14 milliards d'euros.

## Historique
L'entreprise Castel Frères est créée en 1949 à Bordeaux par les neuf frères et sœurs de la famille Castel. Elle se spécialise dans le négoce de vin autour de la région bordelaise, puis sous l'impulsion de Pierre Castel, à destination de l'Afrique. L'entreprise y exporte de nombreux « fûts de vins vinés, faiblement alcoolisés, puis mutés à l'alcool ». Entre 1955 et 1965, ces exportations lui permettent : d'acheter certains domaines viticoles (par exemple, en 1957, le Château de Goëlane, Bordeaux-supérieur) qui n'ont pas les moyens de s'adapter à la vente en bouteille au lieu de fûts ; et de créer des chaînes d'embouteillage pour ses propres vins. Ces dernières lui ouvrent le marché des premières grandes surfaces.
En 1988, le groupe se lance dans la distribution avec l'acquisition de la plus grande chaîne de cavistes de France Nicolas.

### Vin
Historiquement, le groupe Castel s'est développé en commercialisant des vins de table et vins de marque, majoritairement conditionnés en bouteilles plastique, cubitainers et plus récemment outres à vin. Le groupe se concentre alors sur l'augmentation des quantités produites et commercialisées principalement en grandes surfaces où les vins de marque représentent, en 2010, près de 80 % des ventes. Cette croissance culmine avec le rachat, en 1992, de son plus gros concurrent, Société des Vins de France (SVF), au groupe Pernod Ricard. Le groupe Castel possède dès lors, en volume, les trois premiers vins de marque français non pétillants avec Roche Mazet, Vieux Papes et La Villageoise.
Au début des années 1990, le groupe Castel lance la marque Baron de Lestac, dont le nom est une anagramme de Castel,.
Il se lance dans la vente à distance, avec l'achat de l'anglais Oddbins (en) en 2002 qu'il revend en 2008.
Le développement se poursuit en Afrique, principalement au Maroc avec 1 500 ha de vignes axées sur l'exportation : Boulaouane (6 millions de bouteilles par an), mais aussi en Tunisie et en Éthiopie. En 2003, Castel rachète au groupe William Pitters de Bernard Magrez les marques de vins Malesan, et Sidi Brahim ; à la suite de ce rachat, Castel commercialise plus de 10 % du vin bordelais.
En France, le groupe décide également de s'étendre géographiquement et de ne plus se contenter du sud (ouest et est) pour diversifier ses terroirs. Il devient leader des vins de Loire en 2008 avec le rachat de Sautejeau-Beauquin et de Friedrich. En 2011, Castel s'installe en Bourgogne et se lance sur le marché du vin effervescent avec l'acquisition du groupe Patriarche, propriétaire de Kriter,.
Pour être moins dépendant du marché français (80 % de ses ventes de vin), Castel se développe à l'international en investissant dans des entreprises de négoce comme Œnoalliance, en 2008, et Barton & Guestier, en 2010. B&G, fondée en 1725, qui revendique le titre de plus ancienne maison de négoce de Bordeaux et se trouve largement tournée vers l'export avec 95 % de volume commercialisé à l'étranger, monde anglo-saxon en tête, mais aussi Europe de l'Est et Extrême-Orient. Présent au Japon depuis 2002 grâce à son partenariat avec Suntory, Castel accélère son implantation sur le marché chinois. Un premier partenariat est signé en 2001 avec le groupe Changyu, numéro un chinois. Si Castel ne peut racheter son homologue en 2005, l'accord se poursuit avec notamment le Château Changyu-Castel à Yantai, dans le Shandong. Après avoir écoulé 14 millions de bouteilles en 2009, ce qui fait de la Chine le premier marché étranger de Castel, le Français multiplie les accords de distribution et signe, en 2010, un contrat de onze ans avec la société Beijing Hengyi Shengsi.
En 2007, le groupe Castel lance la plantation d'un million d'oliviers au Maroc, en plus de ses vignobles, pour la production d'huile d'olive.
En 2011, le groupe achète la société Savour Club.
En décembre 2013, l'Autorité de la concurrence condamne le groupe à 4 millions d'euros d'amendes lors du rachat de certaines activités du groupe Patriarche pour « défaut de notification ».

### Bières et boissons gazeuses
En parallèle, le groupe s'est développé dans le secteur de la bière et des boissons gazeuses sur le continent africain. Il y devient un acteur prépondérant grâce au rachat, en 1990, des Brasseries et Glacières Internationales, suivies de la Société de limonaderies et brasseries d'Afrique (SOLIBRA) en 1994.
En 2003, le Groupe Castel rachète les Brasseries du Maroc ; en août 2011, les Brasseries Star à Madagascar, et en mai 2014 la Nouvelle Brasserie de Madagascar (avec la marque Skol).

### Eau
En 1973, le groupe Castel achète une source en faillite nommée « Cristalline » (avec deux « l »). Ceci lui permet de « rentabiliser au maximum ses chaînes d'embouteillage ». L'activité eau du groupe prend un tournant décisif en 1992 avec l'association au sein d'un GIE avec Pierre Papillaud, patron des eaux Roxane. Ils créent la marque Cristaline qui regroupe plusieurs eaux de source produites au plus près des lieux de vente en France. Ainsi, cette eau est vendue « trois fois moins cher que celles d'Evian et de Vittel »,.
En 1993, le groupe acquiert pour l'équivalent de 122 millions d'euros, la Société des Eaux Minérales du bassin de Vichy, à la suite d'une décision de la Commission européenne obligeant le groupe Nestlé à s’en séparer. Le portefeuille du groupe intègre désormais les marques Saint-Yorre, Vichy, Célestins, Chateldon, Rozana, Chateauneuf, La Verniére, Pierval, Thonon, Cristaline, Bondoire, Saint-Cyr en Val, Vélines, Neyrolles, Sainte Cécile, et lui permet de devenir rapidement le troisième acteur national sur le secteur des eaux embouteillées.
En 1999, la branche eau du groupe Castel et l'entreprise de Pierre Papillaud fusionnent. Le groupe Castel détient 60 % de l'ensemble.
Le Groupe Castel revend sa participation (60 %) pour un montant total de 600 ou 860 millions d'euros au groupe Roxane de Pierre Papillaud associé au groupe japonais Otsuka en 2008,.

## Activité
Le groupe Castel réalise un chiffre d'affaires total de 2,6 milliards d'euros dont 1,4 milliard proviennent du vin en 2011 avec environ 640 millions de cols vendus, un chiffre en forte progression grâce aux ventes à l'international qui représentent maintenant 30 % de l'activité.
À travers sa société DF Holding le Groupe Castel possède plusieurs participations comme dans Marie Brizard Wine & Spirits.
La société holding française Copagef regroupe les trois activités : vins, bières et agro-industrie,.

### Bière et sodas en Afrique
Le continent africain représente plus de 80 % du chiffre d'affaires du groupe Castel. Celui-ci a été capable de particulièrement bien exploiter les opportunités de rachat et les privatisations, dont il est l'un des principaux bénéficiaires sur le continent.
Le groupe est propriétaire, via sa filiale Brasseries et Glacières Internationales, la division Boissons Gazeuses du groupe, achetée en 1990, de 41 brasseries en Afrique francophone dans une vingtaine de pays, ainsi que de 600 hectares d'oliveraies au Maroc.
Il possède des marques telles que Castel Beer, Flag Spéciale et 33 Export, brassées par ses filiales dans une quinzaine de pays, comme les Brasseries du Cameroun ou la Société de limonaderies et brasseries d'Afrique (SOLIBRA) en Côte d'Ivoire. La production totale était de 9 millions d'hectolitres en 2001.
Par ailleurs, depuis 2001, un accord avec le géant mondial SABMiller (brassant 14 millions d'hectolitres en Afrique), consistant en l'échange de participations, permet une meilleure conquête du marché africain.
Le groupe sud-africain SABMiller a établi, en 2001, un accord de partenariat avec le groupe Castel à l'issue duquel SABMiller détient 20 % des parts de la branche africaine de Castel qui vend de la bière et des boissons sans alcool, tandis que Castel détient 38 % de la division africaine de SABMiller. Le Groupe Castel est le 2e acteur sur le continent africain[source insuffisante].
Dans le domaine des sodas, le Groupe Castel est aussi le principal embouteilleur d’Afrique francophone pour les marques des sociétés Coca-Cola et Orangina, avec plus de 7 millions d'hectolitres en 2001.

### Vin
Dirigée par Alain Castel, neveu de Pierre Castel et directeur général de la branche vin, le Groupe Castel est le 3e acteur mondial dans le vin[source insuffisante]. Contrairement à la branche bière du groupe, la filière vin réalise presque 80 % de son chiffre d'affaires sur le marché français. En complément de ses vins de marque d'entrée de gamme (Vieux Papes et La Villageoise), commercialisés par sa filiale SVF, Castel se concentre sur des marques de renommée supérieure comme Baron de Lestac et Malesan et, surtout, cherche à communiquer sur ses vins prestigieux dont le fer de lance est aujourd'hui le Château Beychevelle, détenu à parts égales par Castel et le groupe japonais Suntory depuis 2011 au sein de la société Grands Millésimes de France.
Néanmoins, le groupe doit faire face à la baisse continue de la filière vin de table en France où plus de 100 000 producteurs vignerons français se disputent un marché en baisse de plus de 80 % depuis les années 1970, aux marges réduites dans le cas des ventes en supermarché ainsi qu'à des taxes de douanes imposées par la Chine,.

#### Châteaux
Propriétés possédées par le groupe Castel, :
- Château d’Arcins depuis 1971, 100 ha, haut-médoc, Cru bourgeois ;
- Château Barreyres depuis 1971, haut-médoc ;
- Château Tour Prignac depuis 1973, 147 ha, médoc, Cru Bourgeois ;
- Château Beaumont depuis 2011, 114 ha, haut-médoc ; (propriétaire à 50 %) [54]
- Château Beychevelle depuis 2011, 90 ha, saint-julien, quatrième grand cru classé (propriétaire à 50 %) ;
- Château du Bousquet depuis 1960, 64 ha, côtes-de-bourg ;
- Château Hourtou, 27 ha, côtes-de-bourg ;
- Château Campet depuis 2003, cadillac-côtes-de-bordeaux ;
- Château de Haut-Coulon depuis 1980, cadillac-côtes-de-bordeaux ;
- Château Latour Camblanes, 30 ha, cadillac-côtes-de-bordeaux ;
- Château Malbec depuis 1991, bordeaux ;
- Château du Lort depuis 1984, 21 ha, bordeaux ;
- Château de Goëlane depuis 1957, 71 ha, bordeaux-supérieur ;
- Château Mirefleurs, 42 ha, bordeaux-supérieur ;
- Château Ferrande depuis 1992, 83 ha, graves ;
- Château Haut Caplane, depuis 2011, sauternes ;
- Château Montlabert depuis 2008, 12,5 ha, saint-émilion grand cru ;
- Château Tour Saint-Christophe depuis 2011, 17 ha, saint-émilion ;
- Château Tour Musset depuis 2011, montagne-saint-émilion ;
- Château Cavalier depuis 2000, 130 ha, côtes-de-provence ;
- Domaine de la Clapière depuis 2006, 35 ha ; Vin de Pays d'Oc
- Château de L’Hyvernière depuis 2007, 57 ha, muscadet-sèvre-et-maine sur lie[55] ;
- Château de La Botinière depuis 2007, 107 ha, muscadet-sèvre-et-maine ;

Selon une étude du Centre national de recherche sur le vin français, le prix moyen d'un château AOC, en Gironde, ne dépasserait pas les 4 millions d'euros,,,.

### Agroindustrie (sucre…)
En 2011, le Groupe Castel, par échange d'actions, est devenu actionnaire à hauteur de 50 % de la SOMDIAA, acteur majeur de l'activité sucrière, mais également de la meunerie, du coton, de l'alimentation animale en Afrique. La SOMDIAA a réalisé un chiffre d'affaires d'environ 420 millions d'euros en 2011. En 2022, le Groupe Castel augmente sa participation à 100% du capital du Groupe Somdiaa et le renomme Somdia. En 2025, le Groupe Somdia vends ses quatre moulins de production de farine,.

## Actionnariat et direction
Trois générations de sœurs, neveux et nièces de Pierre Castel ont été placées à la direction des branches du groupe, mais ce dernier reste le véritable décisionnaire sur toutes les décisions stratégiques.
La famille Castel est à la tête de la neuvième fortune française en 2016, avec un patrimoine estimé à 11,5 milliards d'euros par le magazine Challenges. Cependant, la famille Castel a choisi l'exil fiscal en Suisse, comme le montre le magazine économique Suisse Bilan repris par le journal français La Tribune.

## Informations financières
| Années                  | 2000 | ... | 2003 | ... | 2016 | ... | 2019 |
| ----------------------- | ---- | --- | ---- | --- | ---- | --- | ---- |
| Chiffre d'affaires      | 1,8  |     | 3    |     | 6    |     | 5,6  |
| dont Vin                | 0,7  |     | 1,3  |     |      |     | 1,1  |
| dont Bière et sodas     | 0,55 |     | 1    |     |      |     | 4,1  |
| dont Eau                | 0,55 |     | 0,7  |     |      |     | 0    |
| dont Sucre              |      |     |      |     |      |     | 0,4  |
| Résultat d'exploitation | 0,15 |     |      |     |      |     |      |
| Résultat Net            |      |     |      |     | 0,9  |     | 0,6  |

## Action sociale et sponsoring
Le Groupe Castel intervient dans divers projets culturels et sportifs sous la forme de sponsoring.
Depuis son lancement en 2013, le Groupe Castel, à travers sa succursale au Cameroun (SABC), soutient les Grands Prix des associations littéraires, sous le sponsoring de la marque Castel Beer. Le prix est devenu, en quelques années, une référence au niveau international,. Les GPAL accueillent aujourd’hui des ouvrages écrits en français, en anglais, en espagnol et en plusieurs langues africaines. Lors de l'édition 2018, 129 ouvrages ont été soumis au jury par 102 associations représentatives de plus d’une trentaine de pays,.

## Controverses

### Proximité avec plusieurs chefs d'État africains et quasi-monopoles
Le dirigeant du groupe, Pierre Castel, entretient une grande proximité avec plusieurs chefs d'État des pays d'implantation : « Je les connais tous ; ça aide. Ils sont reconnaissants quand vous les soutenez, aucun ne m'a trompé », explique-t-il en 2014. Il est notamment proche d'Omar Bongo (président du Gabon de 1967 à 2009), avec l'aide duquel il commence à s'implanter en Afrique dès les années 1960, et de Blaise Compaoré (président du Burkina Faso de 1987 à 2014). Il est, en outre, présent à la cérémonie d'investiture du président ivoirien Alassane Ouattara en 2011 et aurait secrètement joué un rôle dans l'accession au pouvoir de François Bozizé en Centrafrique en 2013. Castel bénéficie d'un quasi-monopole dans une quinzaine de pays francophones et lusophones.
Le groupe est, par ailleurs, assisté par la France en matière de « diplomatie économique » et s'adjoint les services de personnalités d’influence ; jusqu'en décembre 2014, le sénateur Jean-Pierre Cantegrit (UMP), président du groupe d'amitié France-Afrique centrale, est chargé des relations extérieures de Castel pour une rémunération de plus de 72 000 euros par an.
Le groupe compte plus d'une vingtaine de sociétés enregistrées au Luxembourg, à Gibraltar, à Malte, en Suisse et à l'île Maurice. La plupart des acquisitions faites en Afrique (plus de 80 % des actifs) sont logées dans des paradis fiscaux.

### Méthodes autoritaires
Les méthodes du groupe sont parfois critiquées et jugées autoritaires. Ainsi, au printemps 2015, lorsqu'une grève paralyse la production au Burkina Faso, il menace de « licencier tout le monde et de fermer l'usine ». En février 2025, une grève des ouvriers agricoles saisonniers de la société sucrière Sosucam, filiale du groupe Castel au Cameroun, est violemment réprimée par la police qui tire à balle réelle, causant la mort d’un ouvrier et un nombre indéterminé de blessés. Un policier est également mort des suites de coups.

### Soupçons de corruption dans une filiale sucrière africaine
Plus de 200 médias[réf. souhaitée] du monde entier relatent le week-end du 19 août 2021 les liens sulfureux entre des filiales du Groupe Castel et des groupes rebelles dans différents pays d'Afrique au premier rang desquels le Centrafrique. L'ONG The Sentry, spécialisée dans la traque de la corruption en Afrique met en cause des accords entre une filiale du groupe et des rebelles locaux pour assurer la sécurité de champs de canne à sucre et son usine sucrière,,. Le groupe Castel ouvre une enquête interne.

### Enquête pour complicité de crimes contre l'humanité
En juillet 2022, le parquet national antiterroriste en France ouvre une enquête préliminaire contre le groupe Castel pour complicité de crimes contre l’humanité pour des faits ayant eu lieu en Centrafrique. L'ONG américaine The Sentry a en effet affirmé que Castel a financé la milice armée UPC en échange de la protection de son usine à Ngakobo. En mai 2023, selon la cellule investigation de Radio France, le groupe est visé par une enquête du parquet antiterroriste.